# DO-178B
DO-178B, Software Considerations in Airborne Systems and Equipment Certification (en español: «Reglas para la certificación de software aeronáutico») es un estándar para el desarrollo de software en el sector de seguridad crítica de la aviación. El estándar fue desarrollado por la RTCA. La EUROCAE ha adoptado este estándar de forma íntegra, de forma que en Europa se denomina de forma oficial ED-12B. 
Las autoridades de aviación FAA y EASA exigen la conformidad con el estándar para el proceso para el desarrollo de software. La prueba se realiza por medio de la documentación y es requisito para la cualificación del software para su uso en el sector aeronáutico. A menudo se habla también de una certificación del software. Sin embargo, la EASA, así como la mayoría de autoridades militares europeas, sólo utilizan el término de la certificación para un avión completo. Por ello no es posible adoptar el software de un modelo en otro de forma automática.
Según las funciones que tiene que cumplir el software, puede poner en peligro la seguridad del avión en mayor o menor medida. La DO-178B establece 5 niveles de seguridad (Design Assurance Level, DAL) de A a E según el daño que puede conllevar un malfuncionamiento del software, desde «catastrófico» hasta «sin consecuencias». Según el nivel que reciba el software, se establecen los métodos permitidos para el desarrollo del software dando lugar a diferentes obligaciones de documentación y revisión. Los cinco niveles de DAL A hasta E se corresponden de forma aproximada con el Safety Integrity Level SIL 4 hasta SIL 0.